# De'Von Achane
De'Von Achane (Missouri City, 13 ottobre 2001) è un giocatore di football americano statunitense che milita nel ruolo di running back per i Miami Dolphins della National Football League (NFL).

## Carriera

### Miami Dolphins

#### Stagione 2023
Al college Achane giocó a football a Texas A&M, venendo inserito nella formazione ideale della Southeastern Conference nell'ultima stagione. Fu scelto nel corso del terzo giro (84º assoluto) del Draft NFL 2023 dai Miami Dolphins. Debuttò come professionista subentrando nella gara del secondo turno contro i New England Patriots correndo una volta per 5 yard. La settimana successiva i Dolphins segnarono un record di franchigia di 70 punti ai Denver Broncos, a cui Achane contribuì con 203 yard corse, 30 ricevute e 4 touchdown, 2 su corsa e 2 su ricezione. Per questa prestazione fu premiato come miglior giocatore offensivo della AFC della settimana, come running back della settimana e come rookie della settimana. Nel turno successivo segnò altri due touchdown su corsa ma i Dolphins persero la prima gara stagionale contro i Buffalo Bills. Nella settimana 5 corse 151 yard e con la sua settima marcatura stabilì un nuovo record per un giocatore nelle sue prime quattro partite, venendo premiato per la seconda volta come rookie della settimana. Nel corso della gara tuttavia Achane riportò un infortunio al ginocchio e l'11 ottobre 2023 i Dolphins lo inserirono in lista infortunati, dovendo quindi saltare almeno le successive quattro partite.
Achane tornò in campo nella settimana 11 ma si infortunò nuovamente, venendo a costretto a saltare la gara successiva. Ristabilitosi, nel tredicesimo turno guadagnò 105 yard dalla linea di scrimmage e segnò due touchdown nella vittoria sui Washington Commanders. Achane chiuse la stagione guidando la NFL con 7,8 yard per corsa, la più alta media da Beattie Feathers nel 1934 (minimo 100 tentativi). Complessivamente corse 800 yard e segnò 11 touchdown totali in 11 presenze, di cui 4 come titolare.

#### Stagione 2024
Nella prima partita della stagione Achane corse 24 yard e un touchdown, oltre a ricevere 7 passaggi per 76 yard, nella vittoria sui Jacksonville Jaguars. Nell'ottavo turno corse un nuovo massimo stagionale di 97 yard, ne ricevette 50 e segnò un touchdown nella sconfitta in rimonta con gli Arizona Cardinals. Nella settimana 12 segnò due touchdown su ricezione nella vittoria sui New England Patriots. Nel sedicesimo turno corse 120 yard, incluso un touchdown da 50 yard, nella vittoria sui San Francisco 49ers. Nell'ultimo turno corse un massimo stagionale di 121 yard nella sconfitta contro i New York Jets.

## Palmarès
- Giocatore offensivo della AFC della settimana: 1

3ª del 2023
- Running back della settimana: 1

3ª del 2023
- Rookie della settimana: 2

3ª e 5ª del 2023